# Shougang Group
Shougang Group Co., Ltd., anteriormente Shougang Corporation, é uma empresa siderúrgica estatal chinesa . Com sede em Pequim, as operações do distrito de Shijingshan foram transferidas para fora da cidade  antes das Olimpíadas devido a preocupações com a poluição.  
Sua subsidiária e empresa listada, Beijing Shougang Co., Ltd. (SZSE), foi criada em 1999 e listada na Bolsa de Valores de Shenzhen em 2005. Também possui 3 outras subsidiárias listadas na Bolsa de Valores de Hong Kong, Shougang Concord International (SEHK: 697
), Shougang Concord Century (SEHK: 103
) e Shougang Concord Grand (SEHK: 730
). 
A palavra "Shougang" (chinês simplificado: 首钢) é uma abreviação de seu nome chinês ( chinês simplificado: 首都钢铁公司, pinyin: Shǒudū gāngtiě gōngsī, lit. ‘Capital Steel and Iron Corporation’), que significa "Capital Steel". Algumas publicações também usam Capital Iron and Steel Corporation como transliteração. 

## História
A antecessora de Shougang, a Shijingshan Steel Plant, foi fundada em 1919 no distrito de Shijingshan, com crescimento acelerado desde a fundação da República Popular da China em 1949. A Shougang concentra seus negócios principalmente na indústria siderúrgica, a corporação também opera em mineração, desenvolvimento de máquinas e equipamentos, eletrônicos, construção, imóveis e serviços relacionados, além disso, eles também desenvolveram negócios com empresas estrangeiras para formar a Shougang como líder corporação multidiversa.
A siderúrgica de Shijingshan foi fechada em 2011, tornando-se assim Shougang Park.  Big Air Shougang, uma das sedes dos Jogos Olímpicos de Inverno de 2022, foi construído dentro da antiga fábrica em 2019. 

## Operações estrangeiras
A empresa tem operações atuais na costa pacífica do sul do Peru e é conhecida como Shougang Hierro Perú. Ela opera a Mina Marcona no distrito de Marcona, uma mina de ferro a céu aberto adquirida em 1992. Houve problemas trabalhistas contínuos.  